# Leo Grewenig
Leo Grewenig (* 16. Juni 1898 in Heusweiler, Saarland; † 3. Februar 1991 in Bensheim) war ein deutscher Kunstmaler und zum Professor ernannter Kunsterzieher.

## Leben und Werk
Nach einer Malerlehre ging Grewenig 1921 zum Studium an die Kunstakademie Kassel zu Kay H. Nebel und 1924 an das Bauhaus nach Weimar, wo er bei László Moholy-Nagy und Josef Albers den Vorkurs belegte und anschließend bei Wassily Kandinsky und Paul Klee studierte. 1925 erwarb er den Gesellenbrief des Bauhauses für Wandmalerei. An der Kunstschule Berlin Schöneberg, die er ab 1928 besuchte, legte Grewenig 1931 das Staatsexamen als Kunsterzieher ab.
Nach ersten Erfolgen in Berlin, unter anderem bei Ausstellungen der Berliner Sezession unter Max Liebermann, wurde der Künstler von den Nationalsozialisten mit Ausstellungsverbot belegt. Kriegsdienst und Krankheit bedeuteten weitere Einschnitte in seinen künstlerischen Lebensweg. Nach dem Krieg arbeitete Leo Grewenig als Kunsterzieher im Saarland. 1945 begann eine neue künstlerische Phase, die nach allmählicher Loslösung von der gegenständlichen Malerei im Verlauf der 1950er-Jahre in die abstrakte Malerei mündete. Obwohl schon lange in Pension, unterrichtete Grewenig noch bis in die frühen 1970er-Jahre für acht bis zehn Stunden in der Woche am Alten Kurfürstlichen Gymnasium in Bensheim, wo er seit 1957 bis zu seinem Tod wohnte. Im Jahr 1973 erhielt er den Professorentitel für das Saarland.
Die Zeit seiner größten künstlerischen Entfaltung setzte nach seiner Pensionierung ein. Es entstand ein weitgehend abstraktes Werk, das die Anfänge am Bauhaus ebenso reflektiert wie spätere Strömungen der europäischen Kunstgeschichte des 20. Jahrhunderts. Charakteristisch für das Werk Leo Grewenigs sind konsequent aus formalen Überlegungen entwickelte, kleinteilige Kompositionen, die sich einer größeren Umrissfigur unterordnen. Die Farben sind überwiegend gedämpft und mit ornamentalen Strukturen belebt und entfalten eine märchenhafte Wirkung.
Leo Grewenig war Mitglied im Deutschen Künstlerbund und in der Neuen Gruppe Saar. 1977 erhielt er ein Bundesverdienstkreuz.

## Ehrungen
- Bundesverdienstkreuz am Bande (15. August 1977)[4]
- Preis des Württembergischen Kunstvereins Stuttgart 1989

## Ausstellungen
- 2008: Museum Bensheim: Szenenbilder 1921–1931
- seit 2009: Museum Bensheim: Dauerausstellung mit 12 Arbeiten Leo Grewenigs aus den 1960er und 1970er Jahren
- 2011: Stiftung Bauhaus Dessau: Retrospektive im Meisterhaus Kandinsky/Klee
- 2011/2012: Museum für Stadtgeschichte und Volkskunde der Kreisstadt Heppenheim: Leo Grewenig. Kooperationsveranstaltung des Museum Heppenheim mit der Kulturinitiative Leo Grewenig
- 2013: Kunsthalle Jesuitenkirche, Aschaffenburg: Retrospektive
- 2014: Diözesanmuseum Regensburg: Retrospektive Formen in Bewegung
- 2018: Hessisches Landesmuseum Darmstadt Tinten-Tiere
- 2019: Museum Bensheim Bauhaus100 – Leo Grewenig und die neue gruppe saar
- 2023: Museum Bensheim Leo Grewenig – Surreale Welten der 1950er Jahre

## Werke in Museen (Auswahl)
- Stiftung Saarländischer Kulturbesitz und Saarlandmuseum – Moderne Galerie, Saarbrücken
- Städtische Kunsthalle Mannheim
- Hessisches Landesmuseum Darmstadt
- Stiftung Weimarer Klassik und Kunstsammlungen
- Bauhaus Museum Weimar
- Stiftung Bauhaus Dessau
- Bauhaus-Archiv, Berlin
- Museum Folkwang, Essen
- Berlinische Galerie, Landesmuseum für moderne Kunst
- Museum der Stadt Bensheim
- Sammlung der Bundesrepublik Deutschland